# Víctor Hugo Ortega Contreras

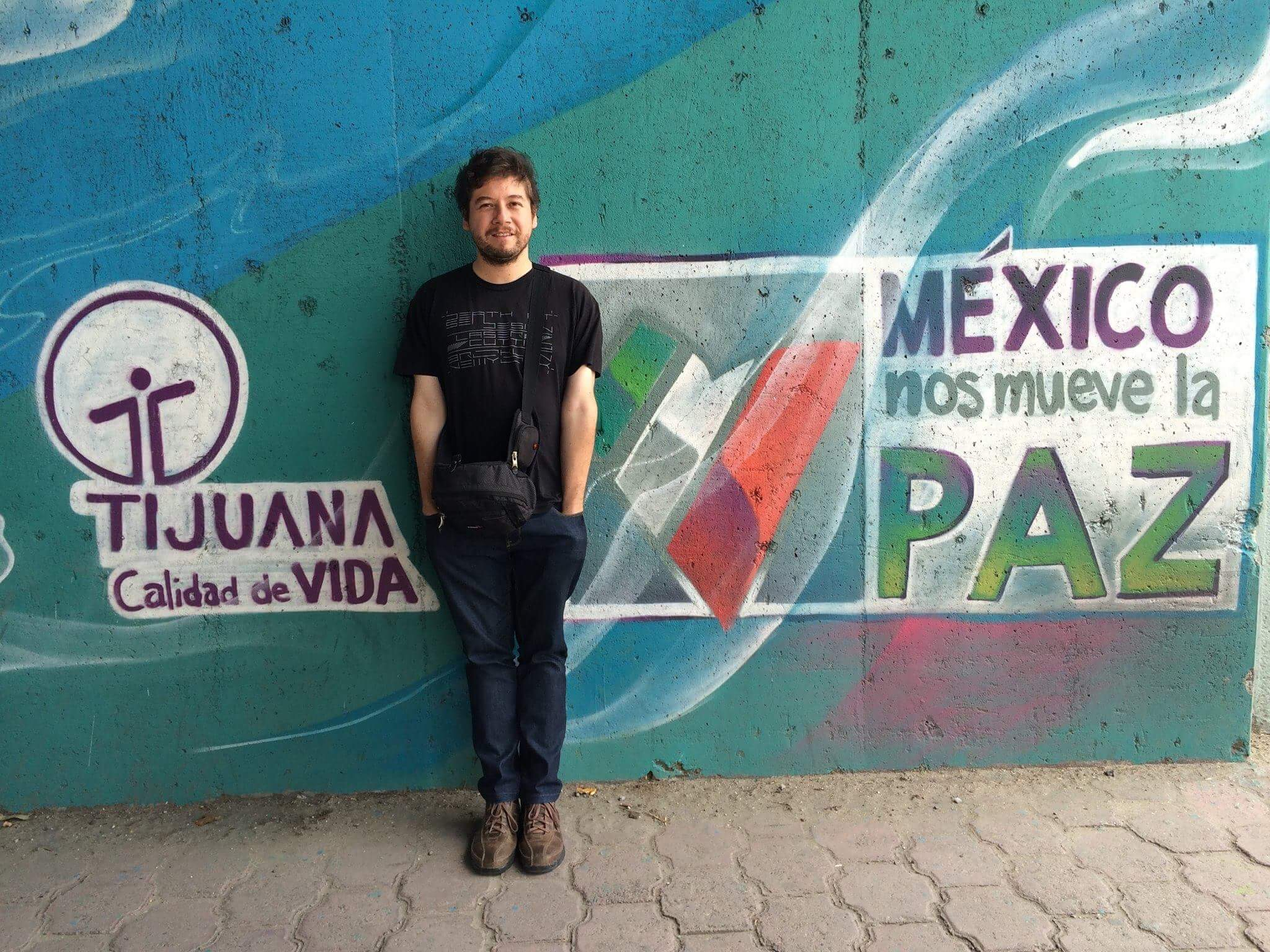
Víctor Hugo Ortega Contreras en México

Víctor Hugo Ortega C. (Malloco, 1982) es un escritor, periodista y profesor universitario chileno. Es autor de cuatro libros de relatos, los cuales ha publicado de forma independiente en los últimos años, especializándose en el ámbito de la autoedición y la autogestión.

## Biografía
Víctor Hugo Ortega nació y creció en el pueblo de Malloco, localidad rural que aparece de forma constante en sus libros.
Estudió Periodismo en la Universidad Santo Tomás, donde se tituló con un reportaje documental sobre la película Taxi Driver, en su trigésimo aniversario.
En el año 2004 realizó un Diplomado en Estudios de Cine en la Universidad Católica, instancia que lo acercó a la estética y la historia del cine, y en donde tuvo una inclinación hacia la pedagogía de esta disciplina. Posteriormente hizo estudios de posgrado en Artes en la Universidad de Chile.
Sus primeros textos literarios aparecieron en "El Antiblog", sitio que creó en el año 2003 y donde fueron publicados por primera vez algunos de los cuentos que luego integrarían el libro Al Pacino estuvo en Malloco (2012), entre ellos el que da título al libro, que generó interés y una gran cantidad de comentarios entre los lectores del blog, convirtiendo la posible visita de Al Pacino a Chile en un mito urbano de Malloco.
En el año 2010 creó junto al arquitecto Andrés Daly, el programa radial sobre cultura cinematográfica El mundo sin Brando, transmitido por Radio Santo Tomás entre 2010 y 2016, y difundido a través de las plataformas Podcaster.cl y Mixcloud.com, completando en la actualidad más de 100 capítulos.
En 2013 publicó su segundo libro de cuentos Elogio del Maracanazo, una serie de relatos sobre fútbol desde el punto de vista del hincha, que llamó la atención de la prensa chilena y sudamericana.
En 2015 lanzó Relatos Huachos, libro que el autor definió como “un disco de lados B, con relatos que se negaban a morir y merecían trascender al archivo de Word”. Con este libro, Ortega fue invitado a participar en la 34° Feria del Libro de Tijuana, México, donde junto con presentar el volumen, dio un taller de literatura independiente en Cetys Universidad Campus Tijuana.
En 2016 publicó Las canciones que mi madre me enseñó, libro de 48 relatos en clave de homenaje a su madre fallecida. El libro incluye un texto titulado Este Montevideo, que fue llevado a la música por el cantautor chileno Carlos Hernández, para quien Ortega compuso también la canción Gary Oldman.
En el año 2017, el sello mexicano Librosampleados publicó una nueva edición del libro "Elogio del Maracanazo", siendo esta la primera vez en que el autor trabajó con una editorial. El libro fue presentado en octubre de este año en la XVII Feria Internacional del Libro del Zócalo de Ciudad de México, en la Universidad Autónoma Metropolitana (UAM) y en el Centro de Creación Literaria Xavier Villaurrutia. 
También en 2017, el autor publicó su primer poemario, "Latinos del Sur", que fue editado por Hojas Rudas (Chile) en formato de libro-objeto y que tuvo una versión digital gratuita.

## Obras

### Libros de cuentos
- 2012 - Al Pacino estuvo en Malloco, Independiente. Contiene 12 relatos: «La noche», «Las hormigas no tienen sangre», «Al Pacino estuvo en Malloco», «Poca originalidad en la época del transantiago», «Hilo marengo», «Contemplaciones viales», «Ella baila la zorra», «El constante movimiento», «La camiseta del Chila», «Rafa Rivera y un martes de enero en Santiago de Chile», «El mundo sin Brando» y «La noche en que lloramos».

- 2013 - Elogio del Maracanazo, Independiente. Contiene 9 relatos: «Elogio del Maracanazo», «El tiempo de Zamorano y Salas», «La estatua más linda», «Allende era de Everton», «La lealtad de los árboles», «Historia sudamericana», «La intriga de los fumadores», «El fotógrafo de Bielsa» y «Yo ayudé al Coto Sierra a hacer ese gol».

- 2015 - Relatos Huachos, Independiente. Contiene 15 relatos: «Lunes», «Darín», «Violenta», «Hotel Tokyo», «Vainilla», «La zona cero», «Mi saco de dormir», «Baba de caracol», «Camino de tierra», «Parlantes», «La poeta me acompaña», «La película», «La canadiense», «Enzo» y «Perder una final».

- 2016 - Las canciones que mi madre me enseñó, Independiente. Contiene 48 relatos.

- 2017 - Elogio del Maracanazo (edición mexicana), Librosampleados. Contiene 10 relatos.

- 2019 - Elogio del Maracanazo (edición chilena), Los Perros Románticos. Contiene 11 relatos.

### Poesía
- 2017 - Latinos del Sur, Editorial Hojas Rudas.

- 2019 - Latinos del Sur (Ilustrado por Sebastián Franchini), Editorial Operación Marte (México).

- 2019 - Amantes de cartón, Vísceras Editorial.